# タンデム翼機

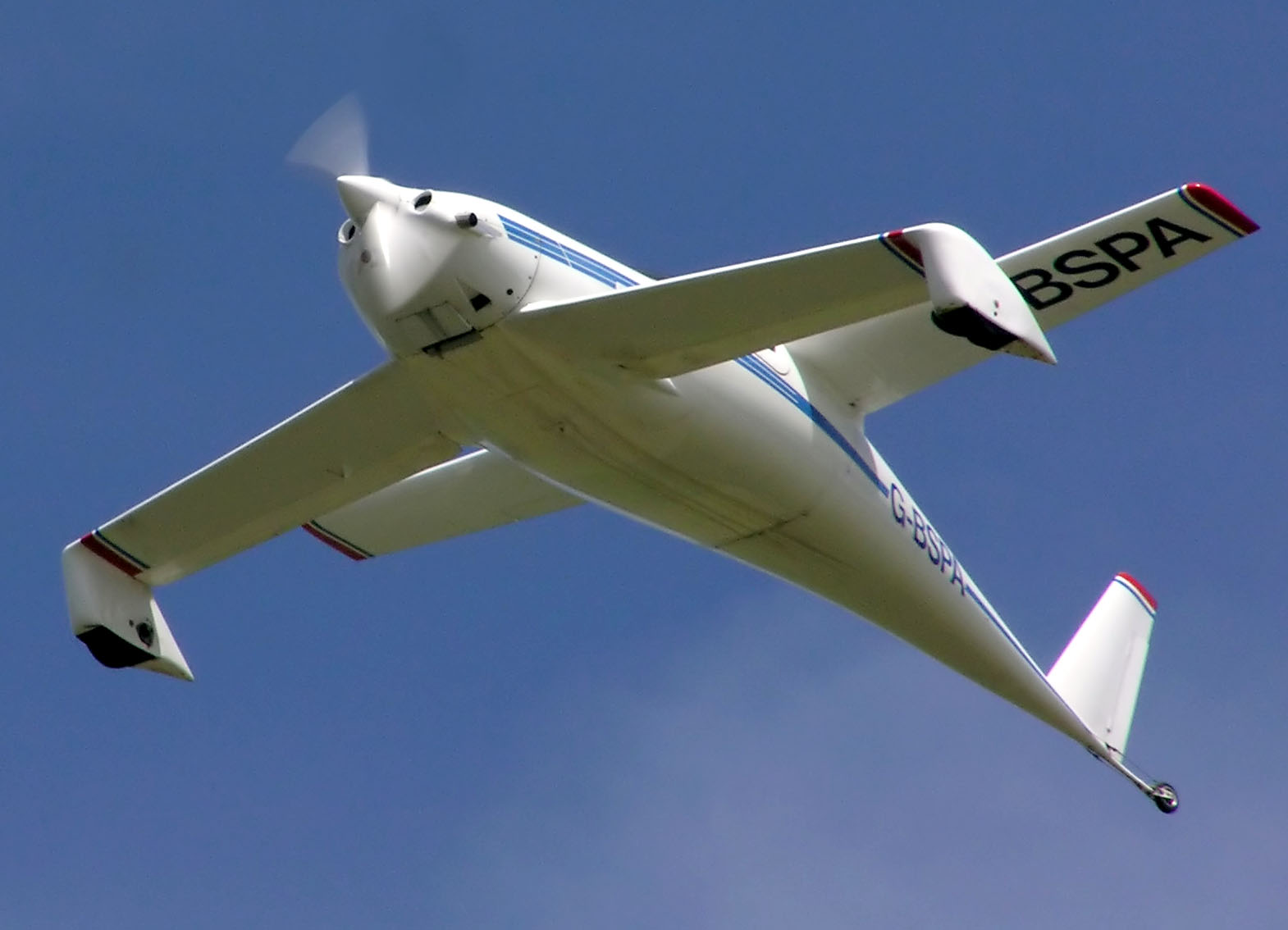
QAQ Quickie

タンデム翼機（タンデムよくき、Tandem wing aircraft）とは固定翼機のうち、主翼を2枚(3枚以上の例も存在する)、機体の前後両方に備えた形態のものである。串型機（くしがたき）ともいう。前の翼も後の翼も共に揚力を担う。重航空機の揺籃期にはしばしば設計され、或いは実際に製作もされたが、ライト兄弟の時代以降ではほとんど見られない。殊に実用機においては希である。
タンデム翼を備えた機体としては、ライト兄弟に飛行機開発競争で敗れたサミュエル・ラングレーのエアロドロームのように、前後の主翼に加えてさらに尾翼を持つ機体も分類される。一方で常時揚力を発生するカナードを備えた機体（サーブ 37 ビゲンなど）は分類されない。

## 構造

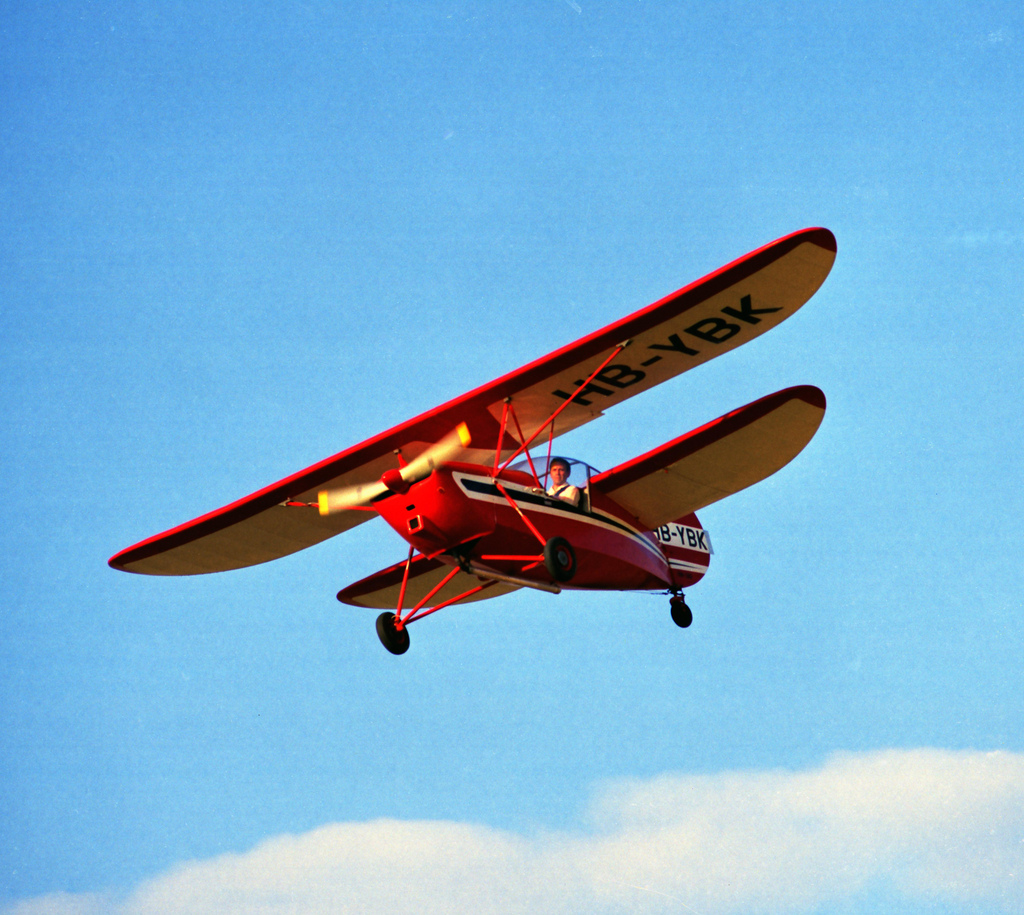
プー・ド・シェル

### 特徴
- 前後の翼の面積がほぼ等しい。
- 前後の翼がほぼ同じだけの揚力を担う。（尾翼でも揚力を発生させる設計の飛行機が無いわけではないが、その場合、担う揚力は主翼によるものが圧倒的に大きい。）
- 安定性・操縦性を確保するため、さらに尾翼を持つ場合もある。

### 設計思想
かつては以下のようなメリットがあると考えられた。
- 大きな翼面積を確保できる。つまり翼面荷重を小さく抑えられる（エンジンが重い上に非力で、なおかつプロペラの効率も悪い場合はその方が都合が良い）。
- 合計の翼面積が同じ単葉機と比べると、一枚あたりの翼を小さく（つまり強く）できる。
- 前後両方に大きな固定翼面があるため、ピッチ（縦ゆれ）方向の安定性が自然と良くなる。

しかし実際には、
- 前の翼が気流を乱すため後の翼の効率が落ち翼面積の割には揚力が得られない上に、前の翼の乱流により後ろの翼がゆすられ不安定なダッチロールが起こることがある。（近年のタンデム翼機は、この気流の乱れを避けるため、前後翼の縦方向の取り付け位置が、同列になっていないのが普通である）。
- 大きな翼面積を得たければ、主翼を複葉（や三葉）にすれば良い。また複葉の翼は桁構造によって強くできる。
- ピッチ方向の安定性（と操縦性）を得るには尾翼もしくは先尾翼で充分である。
- 翼端渦を発生させ誘導抗力源となる主翼の翼端数が増えると燃費・速度性能が悪化する。

## 歴史
未だ満足な動力飛行が達成されず、固定翼機の形態に定型が確立されていなかった20世紀初頭までは、タンデム翼機は（他の無数のタイプと比べて）特に珍しいものではなかった。例えば1830年代にはトーマス・ウォーカーがタンデム機を設計し、1870年代のD・S・ブラウンは模型をテストしている。

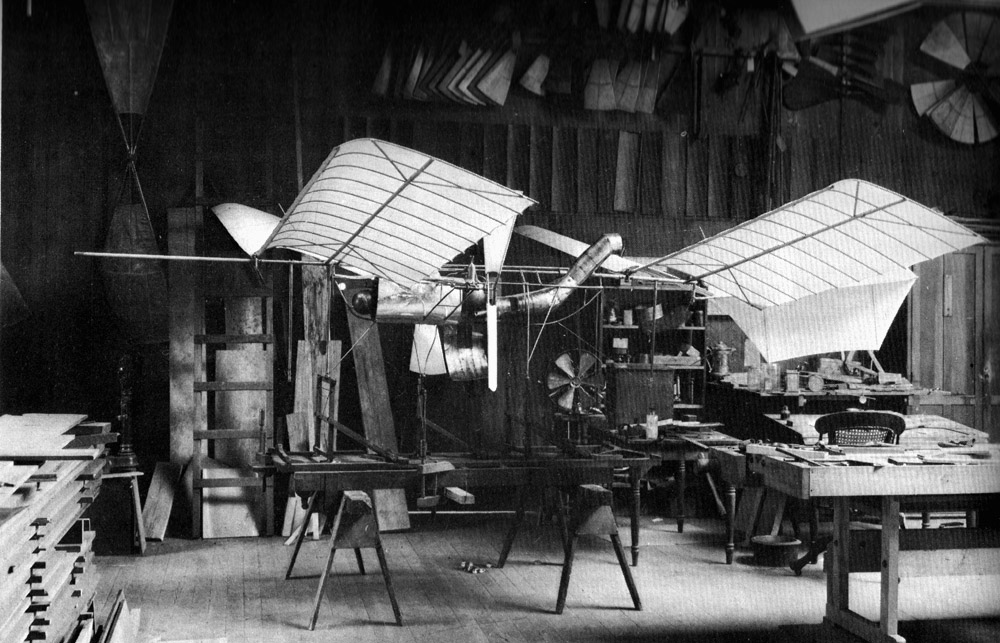
動力模型機エアロドローム（1896年）

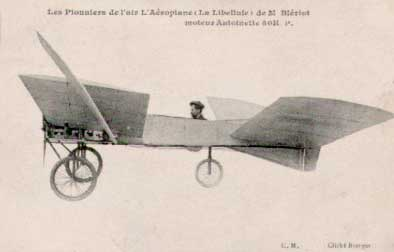
1907年のブレリオ VI、通称リベリュル（とんぼ）

サミュエル・ラングレーはブラウンに影響を受け、1890年代にタンデム、というより複数翼列の動力つき大型模型機「エアロドローム」系列を製作。1896年には4号（蒸気機関を搭載）が数百メートルの飛行に成功。これは動力模型機としては世界初の長距離飛行であった。ラングレーは同年中に5号、6号でもキロメートル級の飛行に成功する。
しかし有人フルサイズ機の開発は難航し、「エアロドロームA」（52馬力のガソリンエンジンを搭載）が完成したのは1903年である。しかも同機は、10月7・8日に、歴史的な二度の離陸失敗を演じる。その直後、12月にライト兄弟が有人飛行に成功する。
ライトフライヤー号は実際にジャンプではない動力飛行をした、という点で重要だが、その前翼型は、挙動操作が非常に敏感で、コンピューターの無い時代では、安定性に問題があったと考えられている。実際にライト兄弟の後も他者により逐次的な改良が続き、第一次世界大戦頃には胴体中央に1葉～3葉の主翼を持ち小型の水平と垂直の尾翼を持つ、という構成が一般的となった。以後はジェット化による高速機に後退翼が導入された程度である。このような飛行機の発展の過程で、前翼式やプッシャー式などはいくつかの試みが見られるが、タンデム翼はそれらよりもマイナーな存在となった。
1990年代以降に設計された機体としては、バート・ルータン設計のQuickieシリーズ (en:Rutan Quickie, en:QAC Quickie Q2, Q200) やスケールド・コンポジッツ プロテウス、ホームビルト機のプー・ド・シェルなどがある。グライダーではジョン・ジョセフ・モンゴメリーの機体（1905年）が代表的である。